# Леоненко, Николай Максимович
Николай Максимович Леоненко (18 сентября 1923 — ?) — командир расчёта 76-мм орудия 157-го гвардейского артиллерийского полка (73-я гвардейская стрелковая дивизия, 8-я гвардейская армия, 3-й Украинский фронт) гвардии старший сержант, участник Великой Отечественной войны, кавалер ордена Славы трёх степеней.

## Биография
Родился 18 сентября 1923 года в селе Шурыгино Черепановского уезда Ново-Николаевской губернии (ныне в Черепановском районе Новосибирской области) в семье крестьянина. Русский.
В 1939 году окончил 7 классов сельской школы. Работал в колхозе в своём селе штурвальным, потом — комбайнером.
В декабре 1941 года был призван в Красную армию Черепановским райвоенкоматом. Был направлен на учебную артиллерийскую часть (г. Новосибирск) затем — в Днепропетровское военное артиллерийское училище (эвакуированное в г. Томск). Учёбу не закончил. В июле 1942 года в звании сержанта был направлен на фронт, зачислен в 45-ю стрелковую дивизию, находящуюся на переформировании в Куйбышевской (Самарской) области. В составе этой дивизия, ставшей в марте 1943 года — 74-й гвардейской стрелковой дивизии, прошёл весь боевой путь. Был командиром расчёта 157-го гвардейского артиллерийского полка.
Боевое крещение получил в августе 1942 года в Сталинграде, участвовал в обороне города до полного разгрома окружённой группировки врага. Затем с боем шёл до реки Северский Донец.
В ноябре 1943 года получил первую боевую награду. В конце октября 1943 года за несколько дней боёв, будучи на открытой огневой позиции, своим орудием уничтожил 6 пулемётов, 2 орудия и 2 машины с военными грузами, истребил до взвода пехоты. Награждён медалью «За отвагу».
23 мая 1944 года юго-восточнее посёлка Григориополь (Молдавия) близ реки Днестр при отражении контратаки пехоты и танков противника гвардии сержант Леоненко прямой наводкой с дистанции 100—150 м подбил 2 танка, подавил 3 пулемёта, 1 орудие и поразил до 40 солдат и офицеров врага.
Приказом по частям 74-й гвардейской стрелковой дивизии от 5 июня 1944 года (№ 57/н) гвардии сержант Леоненко Николай Максимович награждён орденом Славы 3-й степени.
8 октября 1944 года в районе населённого пункта Грабув-Залесны (3 км юго-восточнее города Варка, Польша) гвардии старший сержант Леоненко из орудия ликвидировал 3 пулемёта, 1 миномёт, а также группу автоматчиков. При отражении контратаки своим огнём отсёк пехоту от танков, уничтожил пулемёт и свыше взвода живой силы. К середине октября в боях за расширение плацдарма на левом берегу реки Висла имел на своём счету 2 подбитых вражеских танка.
Приказом по войскам 8-й гвардейской армии от 20 декабря 1944 года гвардии старший сержант Леоненко Николай Максимович награждён орденом Славы 2-й степени.
В феврале 1945 года в боях за город Познань (Великопольского воеводства, Польша) гвардии старший сержант Леоненко непрерывно находился в боевых порядках пехоты, огнём своего орудия расчищая путь пехоте. 5 февраля в бою за крепость, важный опорный пункт обороны врага, оставшись один у орудия, умелым огнём поджёг 2 танка. Был тяжело ранен в ногу и лицо. Превозмогая боль, продолжал вести огонь, пока контратака не была отбита. Был представлен к награждению орденом Славы 1-й степени.
Раны оказались очень тяжёлые, на фронт больше не вернулся. День Победы встретил в госпитале в глубоком тылу.
Указом Президиума Верховного Совета СССР от 31 мая 1945 года гвардии старший сержант Леоненко Николай Максимович награждён орденом Славы 1-й степени. Стал полным кавалером ордена Славы.
В сентябре 1945 года был демобилизован по ранению. Продолжал лечение до июня 1946 года. Старшина в отставке.
С 1950 года вышел на работу. Трудился рабочим лесного склада, шофёром автобазы в городе Кривой Рог (Днепропетровская область, Украина).
В 1957 году вернулся на родину. Работал шофёром лесозаготовительного участка в Черепановском районе, рабочим, трактористом Карасевского зерносовхоза.
С 1964 года жил в Казахстане, работал трактористом зерносовхоза «Курски» Есильского района Целиноградской (ныне — Акмолинской) области. С 1966 года — рабочий совхоза «Горный гигант» в Талгарском районе Алма-Атинской области Казахстана.
Жил в посёлке Кок-Тобе, ныне в черте города Алма-Аты. Дата кончины не установлена.

## Награды
- орден Отечественной войны I степени (11.03.1985)[3]
- орден Славы I степени(31.05.1945)[4]
- орден Славы II степени(02.02.1945)[5]
- орден Славы III степени (05.06.1944)[6]
  - медали, в том числе:
  - «За отвагу» (13.11.1943)[7]
  - «За оборону Сталинграда» (вручена 22.07.1943)[8]
  - «За победу над Германией в Великой Отечественной войне 1941—1945 гг.» (1945)[9]